# Rosenhovedet dværgpapegøje
Rosenhovedet dværgpapegøje (Agapornis roseicollis) er en dværgpapegøje, der findes i den nordlige del af Sydafrika, Namibia og den sydlige del af Angola.
Indenfor fugleopdræt er det den mest almindelige dværgpapegøje, hvor den findes i utallige mutationer og er kendt for at være en nem og ynglevillig fugl. Den kan dog være meget støjende og aggressiv overfor andre fugle.
Udover nominatformen findes underarten Agapornis roseicollis catumbella, der findes i det sydvestlige Angola.